# Arteria epatica comune
L'arteria epatica comune origina, subito sotto al diaframma, dal tripode celiaco insieme all'arteria gastrica sinistra e all'arteria splenica. Dopo un breve tratto si divide in arteria gastroduodenale (discendente) e arteria epatica propria (ascendente).
Provvede a irrorare la porzione pilorica dello stomaco, il duodeno e il pancreas.
Può, eventualmente, dare origine all'arteria gastrica destra (sebbene quest'ultima sia più comunemente rilasciata dall'arteria epatica propria).